# Barleria leandrii
Barleria leandrii är en akantusväxt som beskrevs av Raymond Benoist. Arten ingår i släktet Barleria och familjen akantusväxter. Inga underarter finns listade i Catalogue of Life.